# Вечфня-Косьцельна
Вечфня-Косьцельна (пол. Wieczfnia Kościelna) — село в Польщі, у гміні Вечфня-Косьцельна Млавського повіту Мазовецького воєводства.
Населення — 331 особа (2011).
У 1975-1998 роках село належало до Цехановського воєводства.

## Демографія
Демографічна структура станом на 31 березня 2011 року:
|          | Загалом | Допрацездатний вік | Працездатний вік | Постпрацездатний вік |
| -------- | ------- | ------------------ | ---------------- | -------------------- |
| Чоловіки | 166     | 36                 | 115              | 15                   |
| Жінки    | 165     | 26                 | 102              | 37                   |
| Разом    | 331     | 62                 | 217              | 52                   |